# Mira Georguieva
Mira Ivanova Georguieva (2006) es una deportista búlgara que compite en triatlón. Ganó una medalla de plata en el Campeonato Africano de Triatlón de 2024, en la prueba de relevo mixto.

## Palmarés internacional
| Campeonato Africano | Campeonato Africano | Campeonato Africano | Campeonato Africano |
| Año                 | Lugar               | Medalla             | Prueba              |
| ------------------- | ------------------- | ------------------- | ------------------- |
| 2024                | Hurgada (Egipto)    | Medalla de plata    | Relevo mixto        |

1. ↑  En algunas ediciones del Campeonato Africano se permitió la participación de triatletas de otros continentes.